# Wirusowa brunatna plamistość bulw ziemniaka

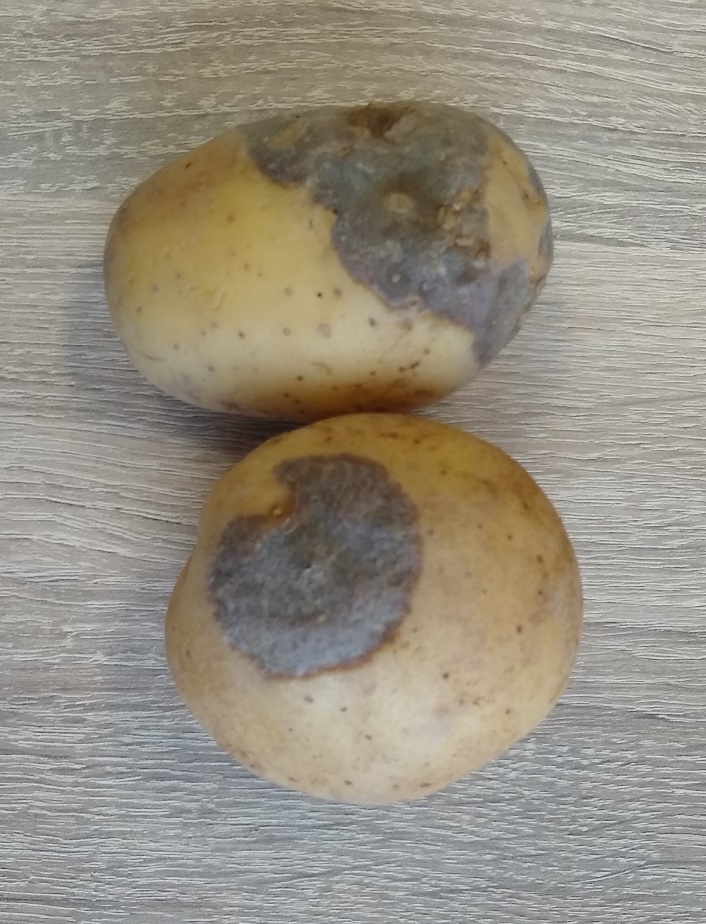
Objawy choroby na ziemniaku 'Melody'

Wirusowa brunatna plamistość bulw ziemniaka – wirusowa choroba ziemniaka wywołana przez wirusa A nekrozy tytoniu (Tobacco necrosis virus, TNV).
Tobacco necrosis virus występuje na wielu roślinach. W Polsce wśród roślin uprawnych wywołuje choroby: nekroza tytoniu na soi, nekroza tytoniu, choroba Augusta, karłowatość pierwiosnka i wirusowa brunatna plamistość bulw ziemniaka. Tę ostatnią chorobę wywołuje Tobacco necrosis virus-B (TNV-B). Objawia się ciemnymi i twardymi jak kamień plamami na bulwach ziemniaka.